# Perth Stadium
Il Perth Stadium (chiamato anche Optus Stadium per motivi di sponsorizzazione) è un impianto sportivo situato a Perth. 

## Storia
Le prime proposte per la sua costruzione risalgono al 2003, in quanto l'esistente Subiaco Oval dimostrava già da anni la sua palese obsolescenza, e tutti i piani di restauro e ampliamento vennero bocciati in quanto giudicati non convenienti rispetto alla costruzione di un nuovo impianto. Per l'inizio dei lavori si dovette attendere più di un decennio a causa dei problemi di finanziamento. Alla fine i costi vennero in parte coperti dalla Australian Football League.
Lo stadio ha vinto il Prix Versailles 2019 nella categoria sport.

## Uso
Si tratta del terzo stadio d'Australia per capienza e ospita parte sia di cricket che di football australiano.
Lo stadio è usato principalmente per le partite di football australiano e di cricket, qui hanno sede le franchigie della città principale dell'Australia occidentale. Occasionalmente ha ospitato delle partite di calcio e di Rugby League, la nazionale di Rugby Union ha giocato saltuariamente in questo stadio. 
Viene utilizzato anche per i concerti, tra i principali artisti che si sono esibiti qui ci sono Ed Sheeran, Taylor Swift, Queen + Adam Lambert, Guns N' Roses, Red Hot Chili Peppers e Post Malone.
Nel 2021 ha ospitato la finale della Australian Football League. 
Il 31 maggio 2024 ha ospitato un’amichevole estiva tra Milan e Roma, che ha visto la vittoria per 5-2 della formazione giallorossa.